# Muaná
Muaná est une municipalité brésilienne située dans l'État du Pará.